# Temple protestant de Queuleu
Le temple protestant de Queuleu est un édifice religieux situé rue du Roi Albert à Metz et inauguré en 1904. Le temple est géré par le consistoire réformé de Metz, membre de l'Union des Églises protestantes d'Alsace et de Lorraine.

## Histoire

### Contexte historique
Pendant l’annexion, Metz se transforme sous l’action des autorités allemandes, qui décident de faire de son urbanisme, une vitrine de l’empire wilhelmien. L’éclectisme architectural se traduit par l’apparition de nombreux édifices de style néoroman, tels la Poste centrale, le temple Neuf ou une nouvelle gare ferroviaire ; de style néogothique, tels le portail de la cathédrale et le temple de Garnison, ou encore de style néo-Renaissance, tel le palais du Gouverneur. En 1901, 830 fidèles constituent un « comité pour la construction d'un nouveau temple ». L'empereur Guillaume II débloque 5 000 Goldmark pour le projet du temple de Queuleu.

### Construction et aménagements
Œuvre de l’architecte Ludwig Levy de Karlsruhe, l’édifice est inauguré le 11 décembre 1904, après trois ans de travaux. Comme le temple Neuf de Metz, l’édifice est construit dans un style néoroman, mais ici très largement réinterprété. L’église est construite en grès rose et en pierre de Jaumont, caractéristique assez rare à une époque où le choix du matériau de construction n’était pas anodin. La taille des pierres joue sur le contraste entre le bossage rustique du calcaire et la finesse du grès, ainsi que sur l’effet polychrome qui en résulte.
La porte d’entrée, dotée d’un large tympan sculpté, où domine une figure christique, est surmontée par trois baies en plein cintre. Les murs de la nef sont rythmés par des baies en plein cintre et par deux rosaces sur les bras d’un transept non saillant. Le clocher, hors-d’œuvre, est excentré sur le côté gauche de la nef. Il est surmonté par une sorte de loggia à balconnets. Situé dans un îlot de verdure, le temple semble dominer les rues avoisinantes.
L’aménagement intérieur est asymétrique. L’espace central, sous coupole, s’ouvre sur une galerie surmontée de tribunes.

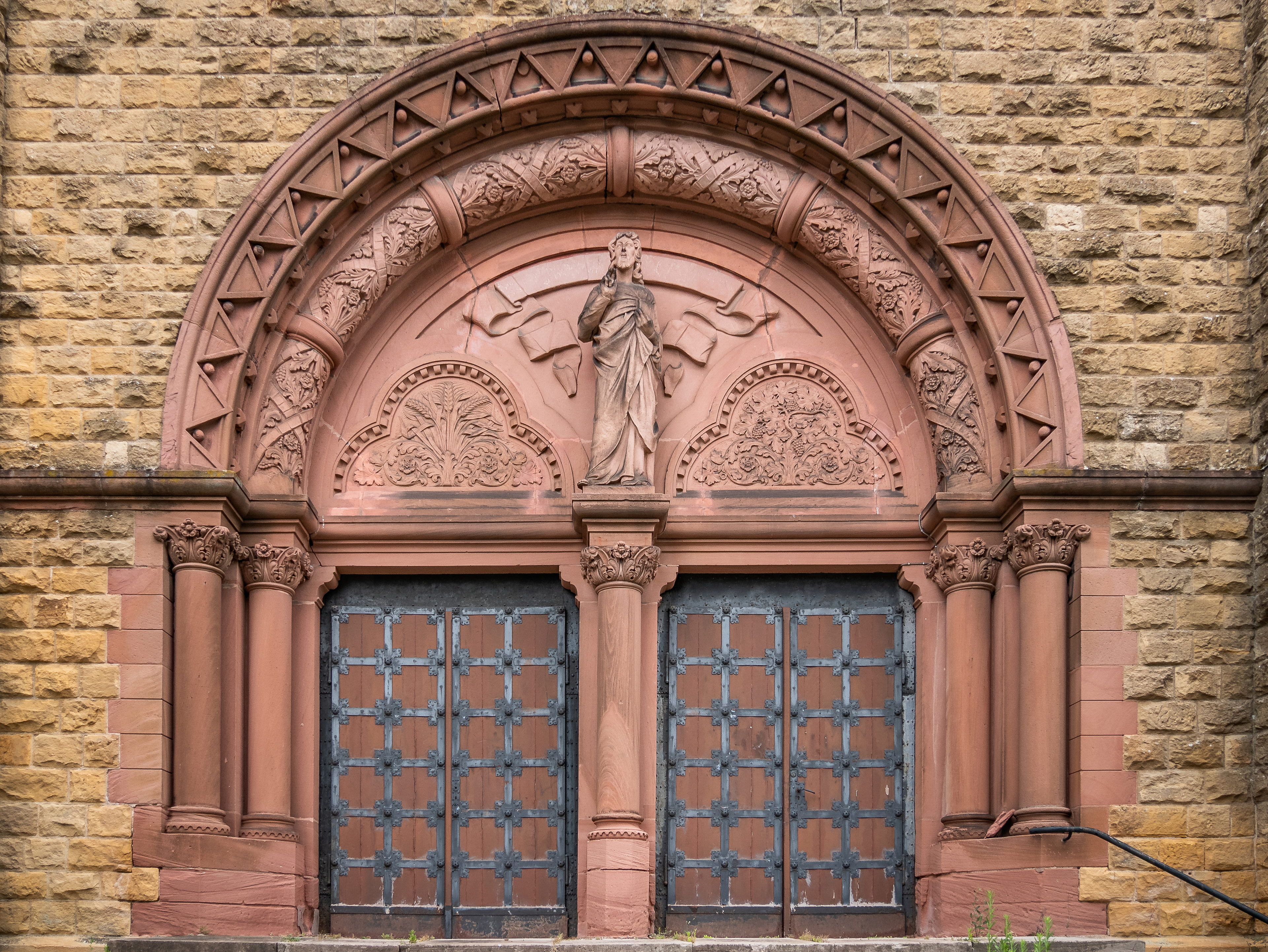
Porte d'entrée

### Affectations successives
Le temple servait à la fois pour les militaires et les civils. Cette paroisse faisait partie du consistoire réformé et accueillait beaucoup de luthériens venus des régions voisines. Aujourd’hui, l’édifice n'est plus utilisé pour le culte réformé.
Une association s'est créée pour sauvegarder le temple face à un projet de vente car inutilisé depuis longtemps et présente des charges financières pour le consistoire.